# Richmond Castle

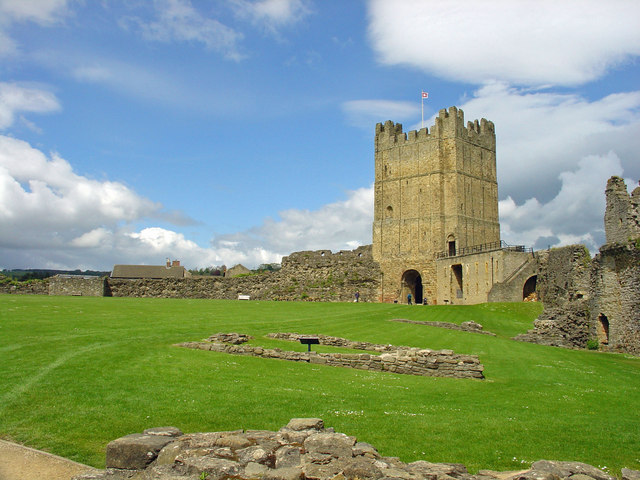
Der Donjon aus dem 12. Jahrhundert ist 30 m hoch.

Richmond Castle ist eine Burgruine in Richmond in der englischen Verwaltungseinheit North Yorkshire. Sie steht in beherrschender Stellung über dem Swale nahe dem Stadtzentrum von Richmond. Der ursprüngliche Name war Riche Mount (dt.: starker Hügel). Die Burg wurde ab 1071 nach der normannischen Eroberung Englands errichtet. Das Domesday Book von 1086 erwähnt „a castlery“ in Richmond.

## Geschichte

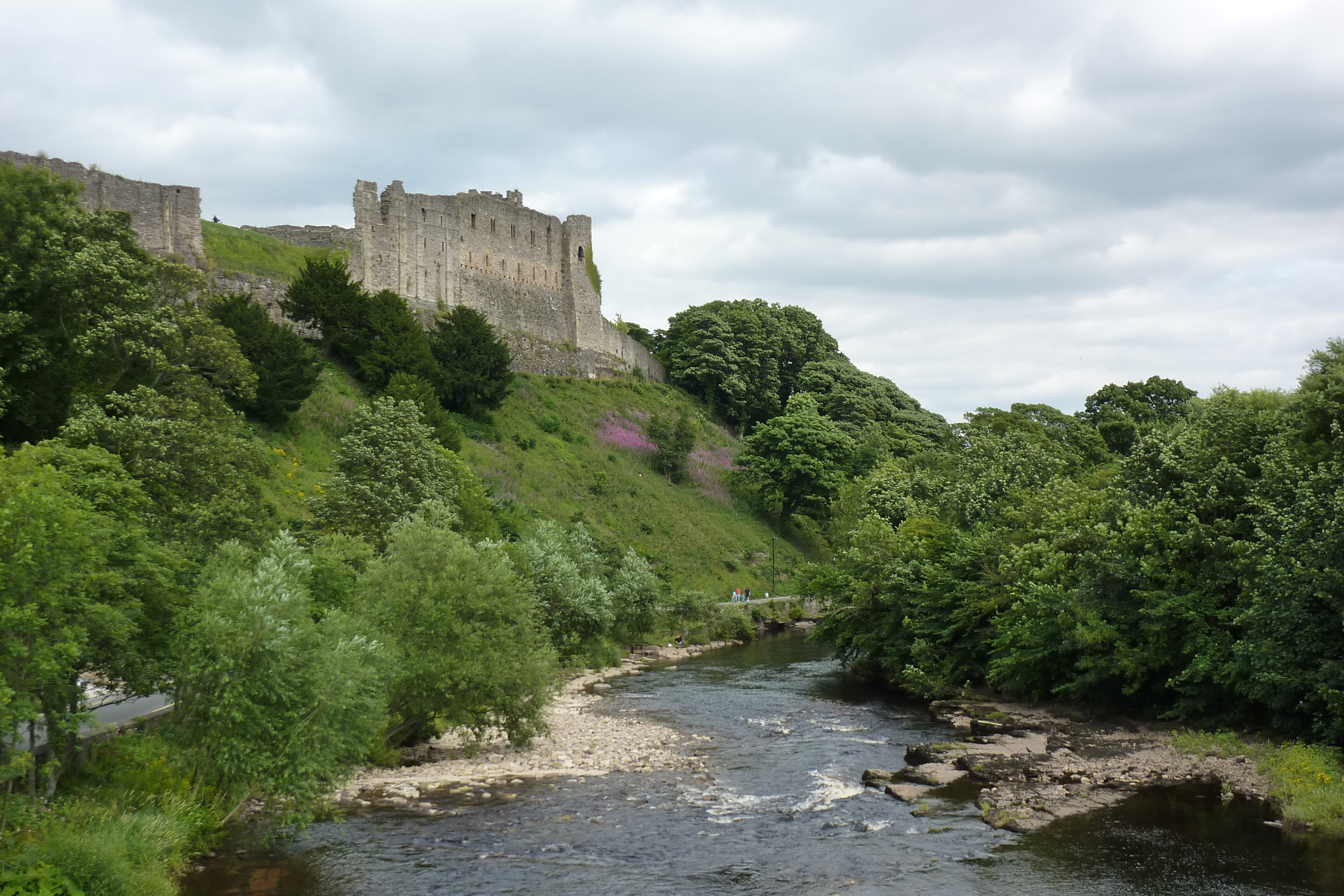
Richmond Castle über den Swale gesehen

Im Jahre 1069 hatte Wilhelm der Eroberer eine Rebellion in York niedergeschlagen, auf die das Harrying of the North folgte – ein Akt ethnischer Säuberung, die große Landesteile für eine Generation oder mehr entvölkerte. Als weitere Strafaktion teilte er die Ländereien des Nordens von Yorkshire zwischen seinen loyalsten Unterstützern auf. Alain der Rote aus der Bretagne erhielt das Borough Richmond und begann mit dem Bau der Burg, um sich gegen weitere Rebellionen abzusichern und eine persönliche Machtbasis zu schaffen. Seine Ländereien, Honour of Richmond genannt, umfassten acht Grafschaften und summierten sich zu einer der ausgedehntesten normannischen Besitzungen in England. Die Herzöge der Bretagne wurden als Earls of Richmond Besitzer der Burg, auch wenn diese über die Jahrhunderte oft von den englischen Königen für gewisse Zeiten konfisziert wurde.
Einen 30 Meter hoher Donjon aus honigfarbenem Sandstein ließ Ende des 12. Jahrhunderts Herzog Conan IV. bauen. Das Earldom of Richmond wurde 1158 von König Heinrich II. erobert. Vermutlich ließ Heinrich II. auch den Donjon mit seinen 3,3 Meter dicken Mauern fertigstellen. Heutige Besucher können den Donjon erklimmen, von dem aus man eine großartige Aussicht hat. Gleichzeitig mit der Fertigstellung des Donjons ließ Heinrich II. die Befestigungen der Burg durch Hinzufügen von Türmen und einer Barbakane deutlich verstärken. Die Könige Heinrich III. und Eduard I. investierten weiteres Geld in die Burg, Eduard z. B. auch in die Verbesserung der Einbauten in den Donjon.
Zusätzlich zum Hauptmauerring gab es eine Barbakane vor dem Haupttor, die als eigenes abgeschlossener Eingangsraum fungierte, wo Besucher und Wagen untersucht werden konnten, bevor sie in die eigentliche Burg eingelassen wurden. Auf der anderen Seite der Burg, über dem Fluss, gab es einen weiteren separaten Raum oder eine Vorburg namens Cockpit, die wohl als Garten diente und die man von einem Balkon aus überblicken konnte. Eine Zeichnung von 1674 zeigt einen weiteren, längeren Balkon an der Flussseite von Scolland's Hall, dem Rittersaal.

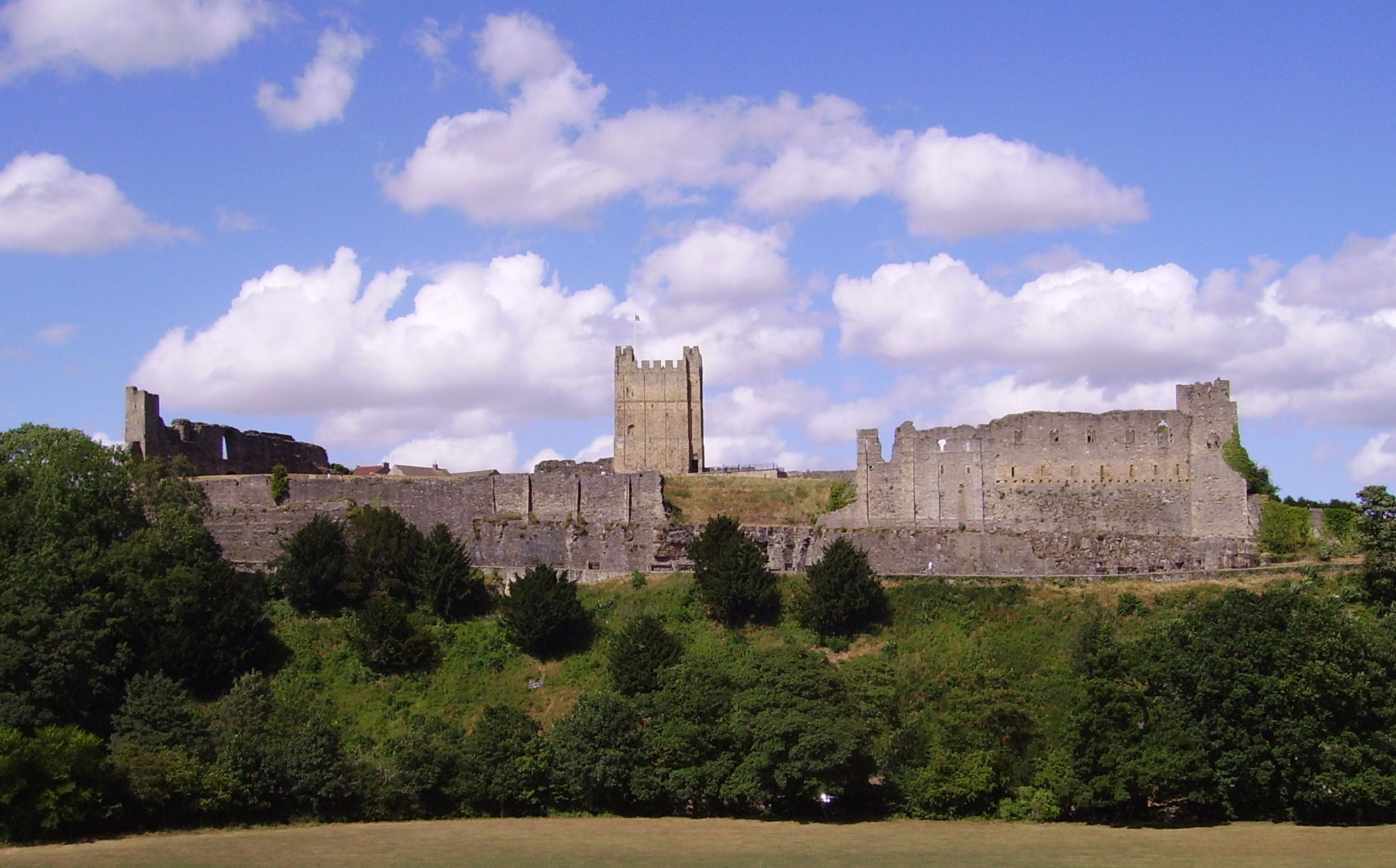
Ansicht der Burg von Süden

Richmond Castle wurde gegen Ende des 14. Jahrhunderts als Festung aufgegeben und wurde seit dieser Zeit nicht weiter ausgebaut. Ein Bericht von 1538 zeigt, dass die Burg bereits zum Teil eine Ruine war, aber Gemälde von William Turner und anderen Malern, der aufkommende Tourismus und das wachsende Interesse an Antiquitäten führten dazu, dass Anfang des 19. Jahrhunderts der Donjon repariert wurde.
1855 wurde die Burg zum Hauptquartier der North Yorkshire Militia und ein großer Kasernenblock wurde im großen Burghof gebaut. Zwei Jahre lang, von 1908 bis 1910, lebte Robert Baden-Powell, der spätere Gründer der Pfadfinder, auf Richmond Castle, während er die Northern Territorial Army befehligte. Die Kasernengebäude wurden 1931 wieder beseitigt.
Im Ersten Weltkrieg diente die Burg als Basis für das Non-Combatant Corps (nichtkämpfende Truppe), eine Einheit der britischen Armee, die aus Kriegsdienstverweigerern bestand. Auch diente die Burg als Gefängnis für Kriegsdienstverweigerer, die sich jeder Art von militärischer Disziplin widersetzten und in keiner Weise am Krieg teilnehmen wollten, auch in nicht kämpfender Eigenschaft. Dies schloss auch die Richmond Sixteen ein, die dann von der Burg aus nach Frankreich geschickt, nach dem Kriegsrecht angeklagt und zum Tode verurteilt wurden. Ihre Todesstrafen wurden sofort in je 10-jährige Arbeitslagerhaft umgewandelt. 1919 wurden sie aus der Haft entlassen.

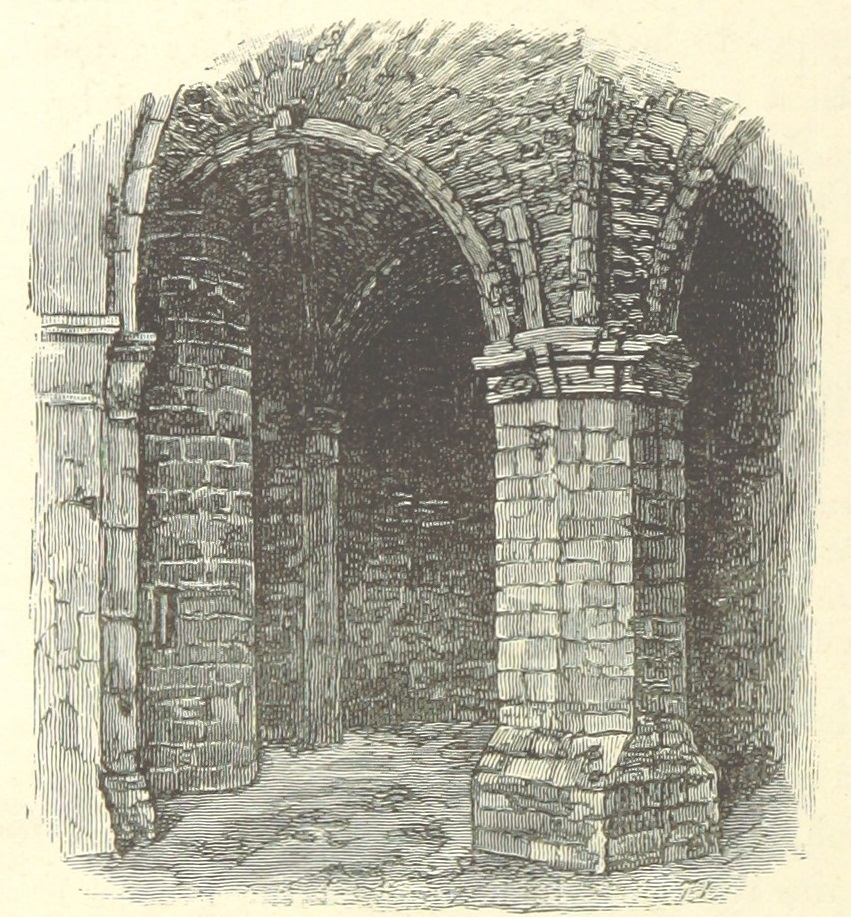
Zeichnung des Kellers im Donjon

Richmond Castle zeigt sich heute als eines der schönsten Beispiele für normannische Gebäude in Großbritannien, insbesondere die Scolland's Hall, der Rittersaal der Burg. Dach und Decken des Donjons wurden restauriert. Der Bogen des Haupteingangs aus dem 11. Jahrhundert, der durch den Bau des neuen Donjons im 12. Jahrhundert verschlossen wurde, ist heute wieder offen. Dieser Bogen befindet sich heute im Keller des Donjons aus dem 12. Jahrhundert. Er wurde beim Bau des neuen Donjons verschlossen, um den Donjon zu stabilisieren und der neue Haupteingang an die heute sichtbare Stelle verlegt.
Die Burg gilt als Scheduled Monument, ein national wichtiges, historisches Gebäude und Bodendenkmal, das man gegen unerlaubte Veränderungen geschützt hat. Sie ist auch als historisches Gebäude I. Grades gelistet und daher als international wichtiges Bauwerk anerkannt. Heute wird die Burg von English Heritage verwaltet, die auch einen Führer von John Goodall veröffentlicht hat. Es gibt auch ein Besucherzentrum mit einer Ausstellung von Artefakten aus der Geschichte der Burg und Veranstaltungen das ganze Jahr über.
Einer Legende zufolge schlafen König Artus und seine Ritter in einer Höhle unter der Burg. Sie sollen einst von einem Töpfer namens Thompson entdeckt worden sein, der weglief, als sie aufzuwachen begannen. Eine weitere Legende erzählt, dass ein Trommlerjunge sich in einem unterirdischen Tunnel verirrte und dass man sein geisterhaftes Trommeln in und um die Burg hören kann.
2024 betrug die Besucherzahl etwa 53.000 Personen.

## Layout

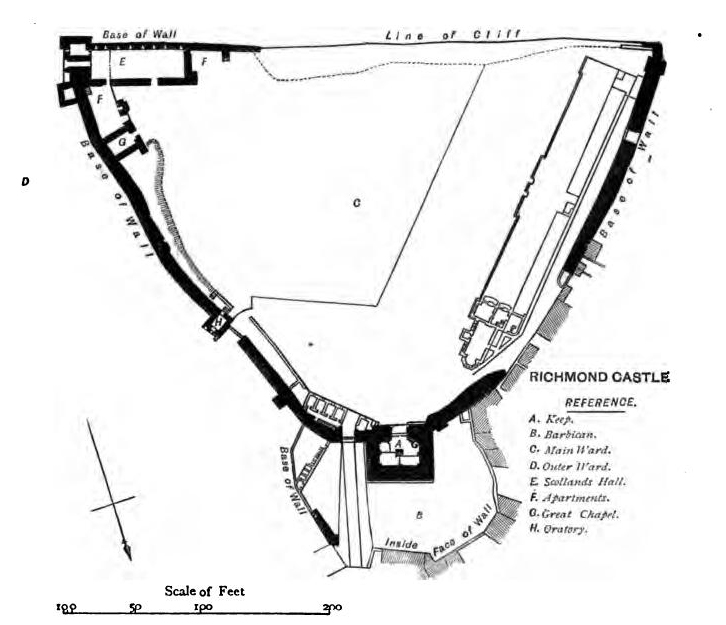
Ein Grundriss vom Hauptmauerring, dem Donjon und der kleinen Einfriedung um den Donjon. Die äußere Einfriedung liegt östlich davon.

Richmond Castle besteht aus vier Hauptteilen: einem dreieckigen Hauptmauerring, der äußeren Einfriedung im Osten, einem Donjon in der Nordecke des Hauptmauerrings und einer kleinen Einfriedung um den Donjon. Die Holy Trinity Church nördlich des Mauerrings diente als Burgkapelle.